# Marguerite Weintenberger
Marguerite Weintenberger, nom de scène de Marguerite Bigot, née le 8 octobre 1899 à Sablé-sur-Sarthe et morte le 26 décembre 1999 dans la même ville, est une actrice française.

## Biographie

### Jeunesse et vie privée
Marguerite Marie Caroline Bigot naît en 1899 à Sablé-sur-Sarthe, fille de Théodore Alfred Auguste Bigot, épicier, et de Camille Marie Caroline Länger, épicière, son épouse. Plus tard, on la dit originaire « du pays d'Angers ».
En 1937, « artiste cinématographe », elle se marie à Paris avec Juan Fausto Domingo Carmigniani-Carriel, un agriculteur né en Équateur et établi aux Batignolles. En 1947, établie avec son mari au 18, rue Marbeuf, elle se déclare « femme au foyer ».
Veuve en 1953,, elle se remarie à Fleury-les-Aubrais en 1957. Elle est à nouveau veuve en 1961.

### Carrière
Entre 1932 et 1934, Marguerite Bigot apparaît, sous le nom de Marguerite Weintenberger, dans trois films : Danton d'André Roubaud ; Jocelyn et Pêcheur d'Islande de Pierre Guerlais. Elle ne semble plus faire parler d'elle après s'être mariée, en 1937. 
Elle meurt en 1999 dans sa ville natale, à l'âge de 100 ans.

## Filmographie
- 1932 : Danton d'André Roubaud : Louise Danton
- 1933 : Jocelyn de Pierre Guerlais : Laurence
- 1934 : Pêcheur d'Islande de Pierre Guerlais : Gaud Mevel